# Lajeado Novo
Lajeado Novo är en kommun i Brasilien.   Den ligger i delstaten Maranhão, i den östra delen av landet, 1 100 km norr om huvudstaden Brasília. Antalet invånare är 6 923.
Omgivningarna runt Lajeado Novo är huvudsakligen savann. Runt Lajeado Novo är det mycket glesbefolkat, med 6 invånare per kvadratkilometer.